# Solstice
För TV-spelet Solstice, se Solstice: The Quest for the Staff of Demnos.
Solstice är en amerikansk skräckfilm från 2008 i regi av Daniel Myrick, med Elisabeth Harnois, Shawn Ashmore, Hilarie Burton och Amanda Seyfried i rollerna. Solstice är en remake av den danska skräckfilmen Midsommer (2003). Filmen släpptes direkt till DVD 1 januari 2008.

## Rollista
| Elisabeth Harnois | – Megan       |
| Shawn Ashmore     | – Christian   |
| Hilarie Burton    | – Alicia      |
| Amanda Seyfried   | – Zoe         |
| Tyler Hoechlin    | – Nick        |
| Matt O'Leary      | – Mark        |
| R. Lee Ermey      | – Leonard     |
| Lisa Arnold       | – Mrs. Thomas |
| Lyle Brocato      | – Partier     |
| David Dahlgren    | – Mr. Thomas  |
| Jenna Hildebrand  | – Malin       |